# Roger Walder
Roger Walder (ur. 13 lutego 1992) – szwajcarski kolarz górski i przełajowy, złoty medalista mistrzostw świata i dwukrotny mistrz Europy MTB.

## Kariera
Pierwszy sukces w karierze Roger Walder osiągnął w 2010 roku, kiedy Sztafeta Szwajcarii w składzie: Thomas Litscher, Roger Walder, Katrin Leumann i Ralph Näf podczas mistrzostw świata w Mont-Sainte-Anne. W tej samej konkurencji Szwajcarzy zdobyli również złoty medal na mistrzostwach Europy w Hajfie w 2010 roku. Na tej też imprezie Walder zdobył ponadto indywidualnie złoty medal w cross-country juniorów. Startuje także w wyścigach przełajowych, jest między innymi wicemistrzem Szwajcarii juniorów w tej dyscyplinie. Nie startował na igrzyskach olimpijskich.